# Эвеленс, Дирк
Дирк Эвеленс (нидерл. Dirk Eveleens) — нидерландский дзюдоист, серебряный призёр первенства Нидерландов среди юниоров 1967 года, 3-кратный чемпион (1970, 1971, 1973), серебряный (1973) и бронзовый (1969) призёр чемпионатов Нидерландов, чемпион Европы среди юниоров 1968 года, бронзовый призёр чемпионатов Европы 1969 (Остенде) и 1970 (Берлин) годов. Выступал в тяжёлой (свыше 93 кг) и абсолютной весовых категориях.